# منال بنشليخة
منال بنشليخة (مواليد 18 سبتمبر 1993) الشهيرة باسمها الأول منال هي مغنية بوب وراب وكاتبة كلمات وملحنة وعازفة قيثارة مغربية. ترعرعت بمدينة مراكش حيث درست
إدارة الأعمال، لكن ميولاتها الموسيقية جعلتها تتجه نحو الغناء وذلك بنشر مقاطع لها على يوتيوب فتم اكتشافها من طرف المنتج الموسيقي المغربي دي جي فان.

## أعمالها

### الأغاني
| الأغنية    | السنة | الرتبة | ألبوم   |
| الأغنية    | السنة | المغرب | ألبوم   |
| ---------- | ----- | ------ | ------- |
| "دنيا"     | 2015  | 15     | 1000000 |
| "كلشي بان" | 2017  | 28     | MMMM    |
| "تاج"      | 2018  | —      | LLLL    |
| "ناه"      | 2018  | —      | JJJ     |
| "سلاي"     | 2018  | —      | KKKK    |

### فيديو كليبات
| الأغنية        | السنة | المشاهدة  |        |
| الأغنية        | السنة | المشاهدة  | المغرب |
| -------------- | ----- | --------- | ------ |
| "دنيا"         | 2015  | 2,8 مليون |        |
| "كلشي بان"     | 2017  | 9 مليون   |        |
| "تاج"          | 2018  | 32 مليون  |        |
| "ناه"          | 2018  | 22 مليون  |        |
| "سلاي"         | 2018  | 66 مليون  |        |
| "لايت ذا سكاي" | 2022  | 42 مليون  |        |

## وصلات خارجية
- منال على موقع قاعدة بيانات الأفلام العربية
- منال على موقع ميوزك برينز (الإنجليزية)
- منال على موقع ديسكوغز (الإنجليزية)